# إلفيار
بلدية إلفيار (بالإسبانية: Elvillar) هي بلدية تقع في مقاطعة ألافا التابعة لإقليم الباسك شمال إسبانيا.

## الديموغرافيا
يبلغ عدد سكان بلدية إلفيار 361 نسمة عام 2011 (وفقاً للمعهد الوطني للإحصاء الإسباني).
| 348 | 356 | 367 | 366 | 356 | 369 | 361 |